# Amundi
Amundi es una empresa francesa de gestión de activos. Con 2.192 billones de euros en activos bajo gestión a finales de 2020, ocupa el primer lugar entre las sociedades gestoras de activos en Europa y entre los principales actores mundiales de este sector.
Creada el 1 de enero de 2010, la empresa es el resultado de la fusión entre las actividades de gestión de activos de Crédit Agricole (Crédit Agricole Asset Management, CAAM) y Société Générale (Société Générale Asset Management, SGAM). Desde noviembre de 2015, el grupo Amundi cotiza en la bolsa de valores Euronext, siendo propiedad mayoritaria de Crédit Agricole S. A.